# Astroturfing
Astroturfing je marketingová metoda, jež se dá označit za jeden z druhů tzv. guerillového marketingu. Spočívá v tom, že zadavatel reklamy (firma, ale třeba i stát) se snaží vyvolat falešný dojem pozitivní spontánní reakce spotřebitelů či fanoušků na dané zboží, službu či politický názor. Tím se vytváří umělý a klamný dojem, že veřejnost zastává určitý postoj, preferuje určitý produkt nebo má na nějaké téma jistý názor. Praktikuje se například zakládáním blogů, kde je produkt vychvalován. Může jít i o účast v on-line diskusích a anketách. Zdánlivě autentické výpovědi, které mají v očích veřejnosti zvýšit hodnotu produktu, jsou však vytvářeny PR profesionály a organizovaně – zaměstnanci firmy či přímo najatými lidmi.

## Pojem astroturfingu
Pojem „astroturfing“ pochází z angličtiny, v původním významu označuje umělou trávu či umělý povrch pro lyžování, golf apod. Pochází přímo z názvu firmy AstroTurf vyrábějící husté umělé trávníky.
Astroturfing je jedna z metod guerilla marketingu, resp. klamavá praktika v oblasti public relations, v níž jde o vytváření umělého a záměrně klamného dojmu, že veřejnost (zákazníci, čtenáři, posluchači, publikum, fanoušci aj.) zastává určité postoje, preferuje určitý produkt nebo má na nějaké téma či událost určitý názor, že určitá myšlenka, firma nebo osobnost má veřejnou podporu „lidí z ulice“. Profesionálové z oblasti public relations (→ marketér) se pomocí astroturfingu snaží navodit dojem spontánního a přirozeného chování veřejnosti, a tím vyvolat v cílové skupině osob pocit důvěry, dojem popularity, motivovat je k nakupování a spotřebě, motivovat je k volbě i k určitému typu smýšlení, které prezentují dané osobnosti jakožto vzory. Na rozdíl od reklamy není při astroturfingu cílová skupina informována o tom, že dané sdělení má „komerční“ charakter. Astroturfing se tak snaží navodit umělými prostředky pocit, že určitý produkt, idea nebo člověk má přirozenou podporu „zdola“, přestože to v dané situaci není pravda. Člověk, který se nevědomky setká s astroturfingem, patrně podlehne prezentovanému názoru snáz, než kdyby šlo o „přiznanou“ reklamu. K reklamě totiž přistupujeme s nedůvěrou (pokud jí vůbec věnujeme nějakou pozornost). Naproti tomu zkušenostem a názorům jiných lidí máme tendenci věřit, nebo je přinejmenším zohledníme při rozhodování. Navíc – náklady jsou minimální a účinek může být při dokonalém provedení značný.
Už ve starém Římě si politické frakce údajně platily lidi, kteří na ulicích pomlouvali oponenty a psali hanlivá nebo oslavná hesla po zdech. V češtině existuje slovo klaka, které slovník cizích slov vysvětluje jako „organizovaný potlesk; lidé k tomu najatí; skupina lidí pomáhající prosadit jistý záměr“ – to je  přesná definice astroturfingu. Je to v podstatě neetická manipulace s názory veřejnosti, často využívající současná nová média (internet, blog, videoblog, on-line diskuse, Facebook, Twitter a jiné sociální sítě). Metodu astroturfing mohou využívat jak jednotlivci, tak organizované profesionální skupiny, obchodní společnosti, politické strany, neziskové organizace a další subjekty, například i stát.

## Protiklad astroturfingu
Pojem astroturfing vznikl i jako určitý opak pojmu grassroots, který je užíván k označení hnutí vycházejících spontánně z určité komunity lidí. Takzvaný grassroots marketing usiluje o situaci, kdy podpora určitému výrobku nebo čemukoliv jinému vychází přirozeně od zákazníků, kteří si zboží navzájem doporučují a šíří jeho dobré jméno. Úspěch produktu tak roste ze zdravých a přirozených základů, podobně jako tráva svými kořínky (grassroots) čerpá sílu z půdy. Naopak astroturfing značí cosi umělého, zmanipulovaného.

## Nástroje
Mezi časté nástroje astroturfingu patří:
- zdánlivě autentické výpovědi najatých osob;
- hraná reakce několika „zaplacených účinkujících“;
- fiktivní čtenářský dopis cosi podporující nebo i hanící konkurenci či oponenty;
- falešné osobní blogy (tzv. flogy);
- placení diskutéři pomáhající prosadit určitý záměr při politických debatách a na předvolebních shromážděních;
- účast v anketách;
- zmanipulované příspěvky v diskusních fórech a sociálních sítích na internetu;
- telefonáty do rozhlasových a televizních pořadů;
- účast placených „nadšených“ osob při zahájení prodeje či nabídky nového produktu;
- astroturfingové rysy může mít i organizovaný potlesk, hektický aplaus či umělý smích v sitkomech apod.

## Příklad z praxe
V roce 2001 americký deník Los Angeles Times obvinil Microsoft z toho, že stojí za přívalem stovek dopisů do redakce. Všechny dopisy byly napsány podobným způsobem a vyjadřovaly nesouhlas s postojem ministerstva spravedlnosti v antitrustovém procesu vedeném proti Microsoftu. Zjistilo se, že dopisy často přicházely z neexistujících adres a od fiktivních osob. Za rozesíláním údajně stála asociace Americans for Technology Leadership, která lobbuje za omezení státních regulací v oblasti technologií.
V roce 2005 jedna ze součástí kosmetického impéria L’Oreal vytvořila falešný blog propagující přípravek proti vráskám. Údajnou autorkou byla jistá Claire, jíž přípravek velmi pomohl. Ačkoliv se Claire prohlašovala za ženu „v letech“, na profesionálních fotkách měla jen pár drobných vrásek. Později se ukázalo, že Claire „stvořila“ reklamní agentura.